# Clubiona mayumiae
Clubiona mayumiae är en spindelart som beskrevs av Ono 1993. Clubiona mayumiae ingår i släktet Clubiona och familjen säckspindlar. Inga underarter finns listade i Catalogue of Life.